# 婚筵的比喻

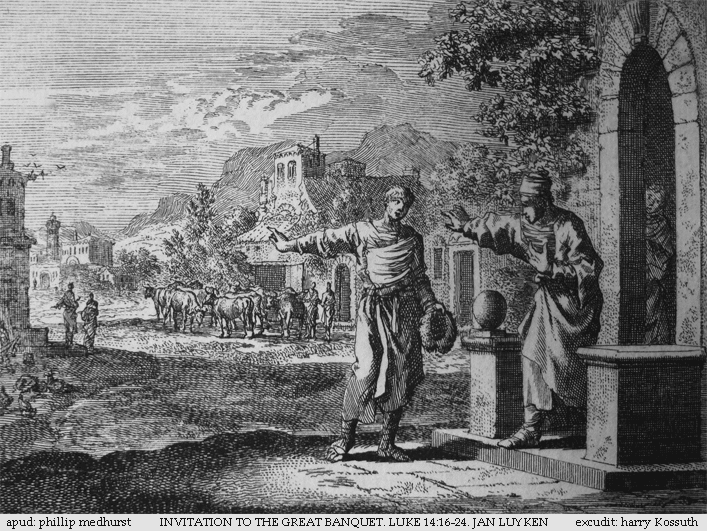
Jan Luyken: the invitation, Bowyer Bible.

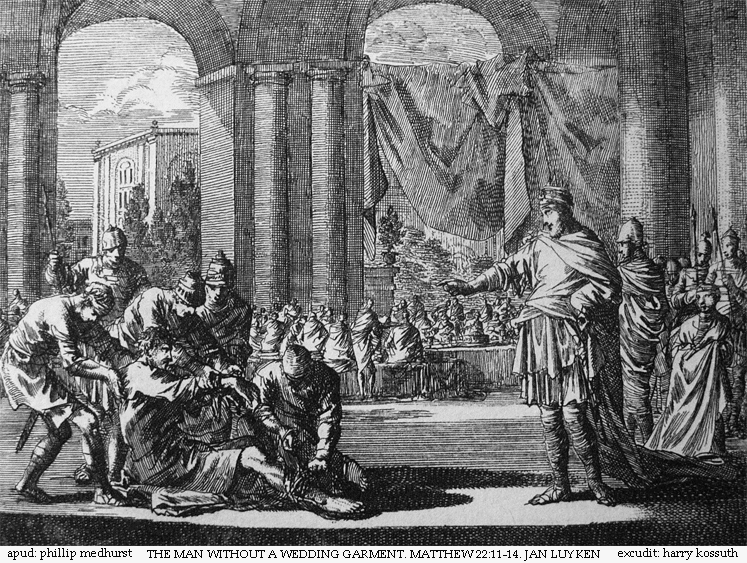
Jan Luyken: the man without a wedding garment, Bowyer Bible.

在《新约圣经》里，婚筵的比喻是一个耶稣的比喻，见于《马太福音》第22章第1至14节以及《路加福音》第22章1至14节。 与此相关的比喻还见于偽典《多马福音》。